# Hōjō Tokimune
Hōjō Tokimune (北条 時宗?; 5 giugno 1251 – 20 aprile 1284) è stato un militare giapponese, ottavo Shikken (primo ministro e sovrano de facto) del Giappone sotto lo shogunato Kamakura.
Primogenito di Hōjō Tokiyori, fu visto come nuovo tokusō (capo) del clan Hōjō fin dalla nascita, e divenne shikken nel 1268 all'età di 18 anni. È noto per aver retto il Giappone con il pugno di ferro, e aver monopolizzato tutti i tre seggi di potere: oltre ai ruoli di shikken e di tokusō, infatti, ricoprì anche quello di rensho (vice reggente). Per tutta la sua vita, i reggenti Hōjō marginalizzarono i ruoli di Imperatore, Reggente Imperiale (sesshō) e Capo Consigliere Imperiale (kampaku), e per finire lo shōgun.

## Biografia
Nato come primogenito di Tokiyori, quinto shikken (reggente) dello shogunato Kamakura e sovrano de facto del Giappone, Tokimune (che tra l'altro ebbe anche due fratelli, Tokisuke e Munemasa) divenne il tokuso (capoclan) del clan Hōjō in tenera età, per poi farsi dare in sposo a una donna in modo da succedere al padre senza problemi; Kakusanni, dalla quale ebbe un figlio, Sadatoki. Nel 1268, all'età di diciotto anni, Tokimune divenne ufficialmente shikken.
Quasi subito dopo la sua ascesa, Tokimune dovette affrontare una crisi nazionale: nel gennaio del 1268, Kubilai Khan, imperatore mongolo della dinastia Yuan in Cina, aveva preteso che il Giappone divenisse uno stato suo tributario, pena la guerra. Seppur molti nel governo giapponese, tra i quali molti membri della famiglia reale, cercassero un compromesso, il piccolo reggente rifiutò con audacia la pretesa del Khan e gli rimandò indietro gli emissari. Il Khan continuò a inviare emissari il 7 marzo e il 17 settembre 1269, poi nel settembre 1271 e infine nel 1271, ma il risultato fu sempre lo stesso: Tokimune fece espellere gli emissari senza nemmeno farli atterrare. Alla fine, il Gran Khan perse la pazienza e invase il Giappone nel 1274, tramite un corpo di spedizione di 25.000 guerrieri mongoli Yuan e coreani, che conquistarono i piccoli isolotti sulle coste di Kyūshū, dove invero i giapponesi, sotto direttiva di Tokimune stesso, li stavano aspettando. L'invasione si rivelò però un disastro e i mongoli furono costretti alla ritirata da un vento divino sotto forma di un tifone. Nel settembre 1275, cinque emissari raggiunsero Kyūshū, e vi rimasero pretendendo una risposta alle loro trattative. Tokimune rispose facendoli portare a Kamakura, dove vennero decapitati; le loro tombe si troano ancora oggi a Tatsunokuchi. Il 29 luglio 1279, Kubilai mandò altri cinque emissari, e anche loro vennero decapitati, stavolta ad Hakata. Sapendo che anche stavolta, come reazione, i Mongoli avrebbero attaccato, il 21 febbraio 1280 la corte imperiale ordinò a tutti coloro che operarono in tutti i templi e tutti i santuari in Giappone di pregare per la vittoria contro i Mongoli; e come i giapponesi si aspettarono, Kubilai Khan riunì il suo esercito e guidò una seconda invasione, che partì nell'estate del 1281, ma stavolta formata da 140.000 guerrieri mongoli e alleati su almeno 4000 navi.
La guerra vide tra l'altro la distinzione di una nuova classe guerriera, chiamata samurai. Lo stesso Tokimune, che fu a capo della difesa, ritenne che per vincere occorresse eliminare la codardia, quindi chiese consiglio al suo maestro zen, Mugaku Sogen, il quale rispose che doveva meditare e trovare la fonte della sua codardia in sé stesso. Alla fine, mentre i Mongoli raggiunsero il Giappone, Tokimune raggiunse Mugaku e disse: "Ecco infine il più grande evento della mia vita." Quando Mugaku chiese: "Come intendi affrontarlo?", Tokimune urlò: "Katsu! (Vittoria!)", dimostrando la sua determinazione di trionfare sugli invasori. Mugaku rispose soddisfatto: "È dunque vero che il figlio di un leone ruggisce come un leone!".
Dopo due sconfitte a terra sulle isole di Tsushima e Shikano, i mongoli riuscirono finalmente a conquistare Iki, salvo poi ritirarsi nell'isola di Hirato. Tre giorni dopo, la flotta giapponese attaccò l'inesperta flotta mongola, infliggendo così tante perdite che molti comandanti mongoli furono costretti a fuggire in patria, lasciando circa 100.000 guerrieri senza un capo. Nel mese di agosto, arrivò il famoso kamikaze, o vento divino, un tifone provvidenziale che decimò le navi mongole per due giorni affondandole quasi tutte, tra cui quella ammiraglia coreana; i giapponesi sotto Tokimune ne approfittarono e annientarono i 100.000 mongoli.

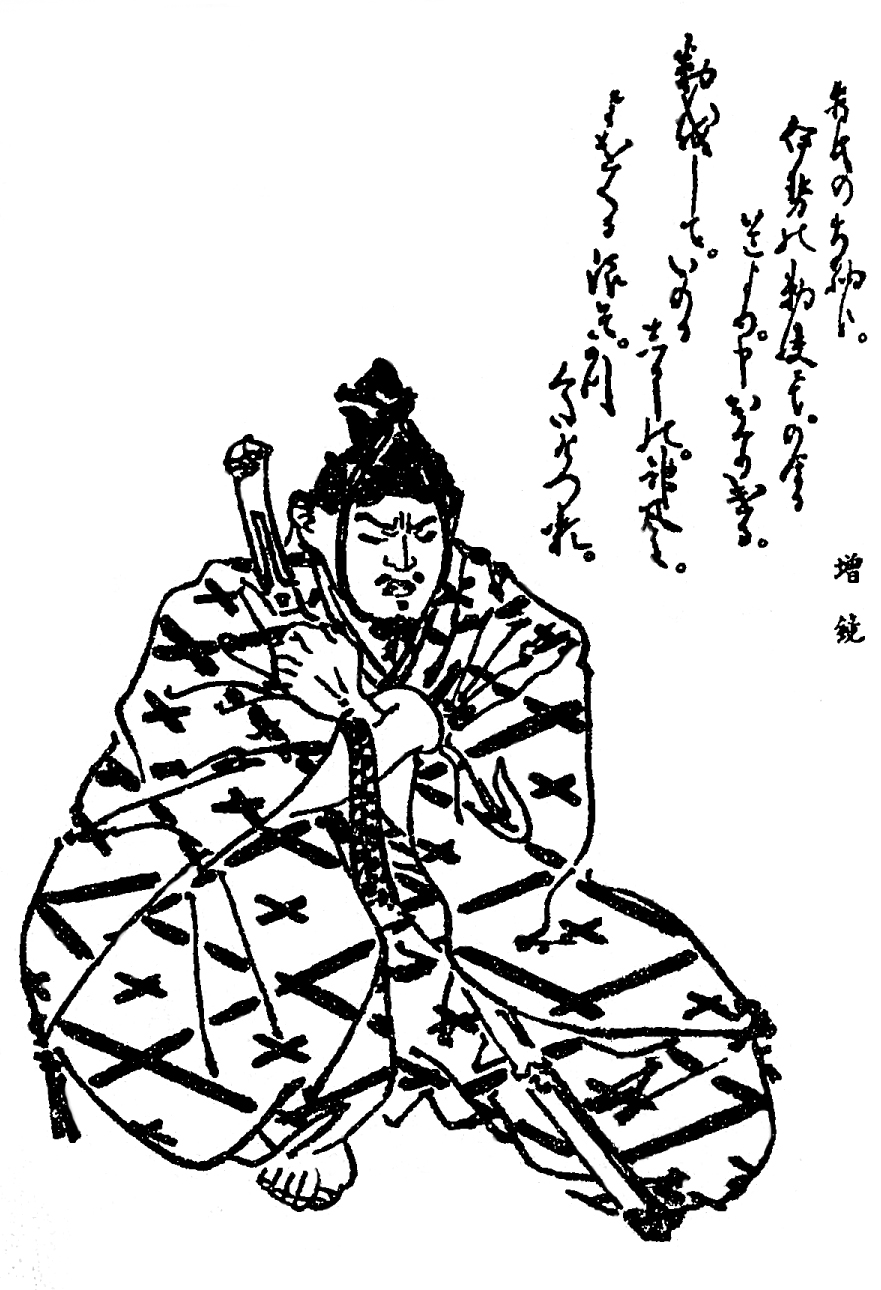
Hōjō Tokimune in una stampa

Con il Giappone al sicuro da ogni invasione esterna, Tokimune poté rivolgere la sua attenzione ad altre questioni, tra i quali praticare la meditazione zen e costruire santuari e monasteri buddhisti, tra cui uno a Engaku-ji come memoriale per tutti i samurai morti mentre combattevano contro i mongoli. Nella sua giovinezza, era stato un avvocato della setta di Risshū, uno dei sei rami del Buddhismo, salvo poi convertirsi allo Zen a un certo punto prima della guerra contro i Mongoli, e ne rimase così attaccato che "prese la tonsura e divenne un monaco Zen" il giorno della sua morte. A causa della sua influenza, il buddhismo zen poté nascere a Kamakura, poi a Kyoto, e infine in tutto il Giappone; fu praticato soprattutto dalla classe guerriera, soprattutto i samurai, tra i quali si diffuse molto velocemente. Tokimune collegò inoltre lo Zen con il codice "morale" del bushido (termine moderna per un'antica filosofia), che predicava la frugalità, le arti marziali, la lealtà e l'"onore fino alla morte". Nato dal neoconfucianesimo, il buddhismo sotto Tokimune si mescolò agli elementi dello shintoismo e dello zen, aggiungendo una dose di saggezza e serenità a un codice altrimenti violento; sarebbe stato sotto lo shogunato Tokugawa del XVI secolo che questi insegnamenti sarebbero stati formalizzati nella legge feudale del paese. Nel 1271, però, Tokimune bandì il monaco buddhista Nichiren spedendolo nell'isola di Sado.
Tra le altre riforme di Tokimune, troviamo quella dove le concessioni terriere (shōen) sarebbero state date ai kyunin (ufficiali) e myoshu (proprietari terrieri) rimasti non ricompensati, e la terra da loro venduta o data in prestito per le truppe sarebbe stata loro restituita senza penalità, con dei tokusei no ontsukai ("agenti della norma virtuosa") a garantirne la regolarità nei dettagli; un'altra riforma consisteva nelle terre dei santuari date in prestito sarebbero state restituite ai monasteri zen gratuitamente, come espressione di gratitudine alle preghiere espresse durante la duplice invasione mongola.
Purtroppo, durante la sua serie di riforme, Tokimune morì improvvisamente di una malattia ignota nel 1284. Alla sua morte, ricevette il nome postumo di Hōkōji (宝光寺殿道杲?), e fu idolatrato per i suoi eroici servigi; suo figlio Sadatoki gli sarebbe succeduto come tokuso degli Hojo e shikken del Giappone, e sarebbe stato lui a portare a termine le leggi del padre. Tuttavia, le enormi spese nel respingere le invasioni mongoli e la diffusione dello zen indebolirono lo shogunato Kamakura e il clan Hojo (perché Tokimune spese la maggior parte delle fortune della famiglia per tutti quei santuari), al punto che entrambi caddero in declino, del quale, una cinquantina d'anni dopo, il clan Ashikaga ne avrebbe approfittato per rimpiazzarli come nuovo shogunato tramite la restaurazione Kenmu.

## Nella cultura popolare

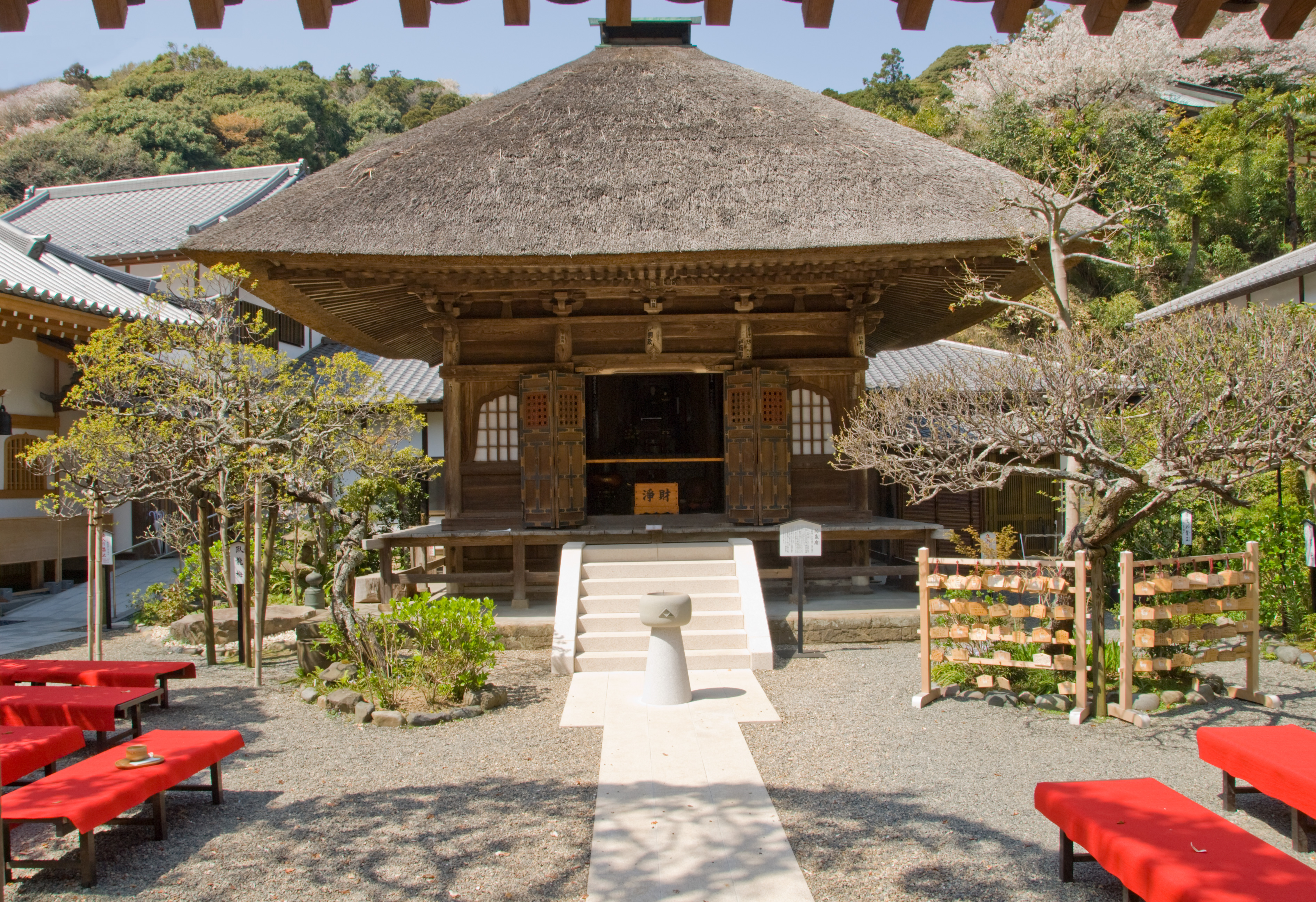
Luogo di sepoltura di Tokimune

- Nel 2001, è stata creata un'omonima serie tv di genere taiga creata dalla NHK, che tratta della sua vita dalla nascita alla morte. Tokimune è interpretato da Motoya Izumi.
- Tokimune è il leader della civiltà giapponese nello strategico a turni Sid Meier's Civilization VI del 2016.